# Кавалканти, Рафаэл
Рафаэл Кавалканти (порт.-браз. Rafael Cavalcante; род. 5 апреля 1980) — бразильский боец смешанных единоборств, выступающий в полутяжелом весе. В настоящее время Кавальканти подписал контракт с американской организацией Bellator MMA. Он тренируется с Андерсоном Силвой и Антониу Родригу Ногейра в рамках лагеря Black House. Ранее выступал в крупной организации Strikeforce, где был в свое время чемпионом в полутяжелом весе. Его прозвище «feijão» (произносится: [fejʒɐw]) означает «боб» на португальском языке.

## Титулы и достижения
- Strikeforce
  - Чемпион Strikeforce в полутяжелом весе (один раз)
- Ultimate Fighting Championship
  - Лучший бой вечера (один раз)
- Sherdog
  - 2010 All-Violence Second Team[1]

## Статистика в смешанных единоборствах
| Боёв 20         | Побед 12 | Поражений 7 |
| --------------- | -------- | ----------- |
| Нокаутом        | 10       | 4           |
| Сдачей          | 2        | 2           |
| Другие          | 0        | 1           |
| Не состоявшихся | 1        | 1           |

| Результат    | Рекорд   | Соперник         | Способ                                          | Турнир                                     | Дата             | Раунд | Время | Место                     | Примечание |
| ------------ | -------- | ---------------- | ----------------------------------------------- | ------------------------------------------ | ---------------- | ----- | ----- | ------------------------- | --- |
| Поражение    | 12-7 (1) | Овинс Сен-Прё    | Решением (единогласное)                         | UFC Fight Night: Hendricks vs. Thompson    | 6 февраля 2016   | 3     | 5:00  | Лас-Вегас, США            | |
| Поражение    | 12-6 (1) | Патрик Камминз   | Техническим нокаутом (удары локтями)            | UFC 190                                    | 1 августа 2015   | 3     | 0:45  | Рио-де-Жанейро, Бразилия  | |
| Поражение    | 12-5 (1) | Райан Бейдер     | Решением (единогласным)                         | UFC 174                                    | 14 июня 2014     | 3     | 5:00  | Ванкувер, Канада          | |
| Победа       | 12-4 (1) | Игор Покраяц     | Техническим нокаутом (удары коленями и руками)  | UFC Fight Night: Belfort vs. Henderson     | 9 ноября 2013    | 1     | 1:18  | Гояния, Бразилия          | |
| Поражение    | 11-4 (1) | Тиагу Силва      | KO (удары)                                      | UFC on Fuel TV: Nogueira vs. Werdum        | 8 июня 2013      | 1     | 4:29  | Форталеза, Бразилия       | Лучший бой вечера.                                                                                              |
| Не состоялся | 11-3 (1) | Майк Кайл        | Нет решения (отменено Атлетической Комиссией)   | Strikeforce: Barnett vs. Cormier           | 19 мая 2012      | 1     | 0:33  | Сан-Хосе, Калифорния, США | Первоначально победа Кавалканти нокаутом, позже результат был изменен из-за положительного теста на станозолол. |
| Победа       | 11-3     | Йоэль Ромеро     | Нокаутом (удары)                                | Strikeforce: Barnett vs. Kharitonov        | 10 сентября 2011 | 2     | 4:51  | Цинциннати, Огайо, США    | |
| Поражение    | 10-3     | Дэн Хендерсон    | Техническим нокаутом (удары)                    | Strikeforce: Feijao vs. Henderson          | 5 марта 2011     | 3     | 0:50  | Колумбус, Огайо, США      | Утратил титул чемпиона Strikeforce в полутяжелом весе.                                                          |
| Победа       | 10-2     | Мухаммед Лаваль  | Техническим нокаутом (удары руками и локтями)   | Strikeforce: Houston                       | 21 августа 2010  | 3     | 1:14  | Хьюстон, Техас, США       | Завоевал титул чемпиона Strikeforce в полутяжелом весе.                                                         |
| Победа       | 9-2      | Энтвейн Бритт    | Нокаутом (удары)                                | Strikeforce: Heavy Artillery               | 15 мая 2010      | 1     | 3:45  | Сент-Луис, Миссури, США   | |
| Победа       | 8-2      | Аарон Роса       | Техническим нокаутом (удары)                    | Strikeforce Challengers: Woodley vs. Bears | 20 ноября 2009   | 2     | 3:35  | Канзас-Сити, Канзас, США  | |
| Поражение    | 7-2      | Майк Кайл        | Техническим нокаутом (удары)                    | Strikeforce: Lawler vs. Shields            | 6 июня 2009      | 2     | 4:05  | Сент-Луис, Миссури, США   | |
| Победа       | 7-1      | Трэвис Гэлбрэйт  | Техническим нокаутом (удары коленями)           | EliteXC: Unfinished Business               | 26 июля 2008     | 1     | 3:01  | Стоктон, Калифорния, США  | |
| Победа       | 6-1      | Уэйн Коул        | Техническим нокаутом (удар коленом и добивание) | EliteXC: Return of the King                | 14 июня 2008     | 1     | 2:47  | Гонолулу, Гавайи, США     | |
| Победа       | 5-1      | Джон Дойл        | Нокаутом (удар коленом в корпус)                | EliteXC: Street Certified                  | 16 февраля 2008  | 1     | 2:17  | Майами, Флорида, США      | |
| Поражение    | 4-1      | Марсио Круз      | Дисквалификацией (нелегальный удар ногой)       | IFL: Las Vegas                             | 16 июня 2007     | 3     | 3:42  | Лас-Вегас, Невада, США    | |
| Победа       | 4-0      | Девин Коул       | Техническим нокаутом (удары)                    | IFL: Atlanta                               | 23 февраля 2007  | 2     | 0:26  | Атланта, Джорджия, США    | |
| Победа       | 3-0      | Рубенс Ксавьер   | Сабмишном (удары)                               | MF 5                                       | 9 декабря 2006   | 1     | 2:30  | Сан-Паулу, Бразилия       | |
| Победа       | 2-0      | Миодраг Петкович | Техническим нокаутом (удар коленом и добивание) | WFC: Europe vs Brazil                      | 20 мая 2006      | 2     | 1:37  | Копер, Словения           | |
| Победа       | 1–0      | Эдуардо Маиорино | KO (удары)                                      | Pantanal Combat                            | 10 февраля 2006  | 1     | 4:13  | Куяба, Бразилия           | |